# Рижская судоверфь
Рижская судоверфь (латыш. Rīgas kuģu būvētava, до 1995 года — Рижский судоремонтный завод) — судоремонтное и судостроительное предприятие в Риге (Латвия). Основано в 1913 году как дочернее предприятие немецкого индустриального концерна Schichau-Werke.

## История

### Перед Первой мировой войной
В 1913 году немецкий концерн «Шихау» начал скупку земли для постройки верфи в Мюльграбене (нем. Mühlgraben, сегодня Вецмилгравис, латыш. Vecmīlgravis), промышленном районе Риги на берегу Даугавы. Мюльграбенская верфь предназначалась для сборки девяти эскадренных миноносцев типа «Новик» по проекту Путиловского завода. Поскольку военный характер производства не предполагал наличия иностранных владельцев, номинальным акционером с немецкой стороны стал российский подданный Карл Иессен из прибалтийских немецких дворян. В русско-японскую войну Иессен служил на флоте в чине контр-адмирала и командовал отрядом крейсеров. В апреле 1914 года от Лифляндского губернского правления было получено официальное разрешение на постройку верфи.
Начавшаяся Первая мировая война и проектные недостатки эсминцев привели к задержкам в постройке кораблей. К январю 1916 года над верфью нависла угроза захвата немецкими войсками. В этой связи оборудование верфи было реквизировано, стапели взорваны, а постройка оставшихся четырёх кораблей передана Металлическому заводу. Результатом недопоставки кораблей стало так называемое «Дело Шихау».

### Во время независимости Латвии
В период Первой мировой и Первой Латвийской республики верфь пребывала в упадке, производственные мощности были разделены между несколькими компаниями, крупнейшей из которых была созданная в 1925 году «Милгравская судостроительная верфь и машинная фабрика». В 1936 году латвийское правительство создало государственное акционерное общество «Вайрогс», объединившее разрозненные латвийские промышленные предприятия в мощный конгломерат. Общество включало в себя такие предприятия как Рижский вагонный завод, автомобильную фабрику «Форд-Вайрогс», завод «ВЭФ». Все предприятия Милгрависа были объединены в «Милгравский судостроительный завод». На заводе трудилось до 200 человек, производственные мощности позволяли ремонтировать до 20 судов в год, а также осуществлять постройку 50-300-тонных судов. Завод, тем не менее, испытывал трудности, особенно после начала Второй мировой войны — в 1940 году газета «Cīņa» («Борьба») писала о заводе: «Верфь без судов».
В 1940 году Латвия была присоединена к СССР, завод национализирован, восстановлен и приступил к ремонту судов. Но в 1941 году перед оккупацией Латвии германской армией отступающие советские войска взорвали завод. В 1944 перед занятием Риги советскими войсками, уже отступающие немецкие соединения взорвали верфь.

### Советский период
После Второй мировой войны Рижский судоремонтный завод (РСРЗ) успешно развивался, производил ремонт и переобрудование кораблей, а также постройку корпусов и небольших судов — паромов, буксиров, заправщиков. Завод активно развивал социальную сферу, были построены поликлиника, стадион, два детских сада, несколько жилых домов (в том числе 8 девятиэтажек), новые корпуса учебных предприятий. В 1971 году завод был награждён орденом Трудового Красного Знамени «за успехи в строительстве и ремонте судов».
К 1983 году выпуск продукции завода достиг 11,3 миллионов рублей, ремонтировалось до 120 судов в год, на предприятии работали 3040 человек. Всего за период с 1950 по 1991 год было отремонтировано 2920 и построено 309 судов.

### После восстановления независимости Латвии
В 1991 году после восстановления независимости Латвии завод перешёл в собственность Латвийской Республики. Большой объём социальной сферы, прекращение централизованного финансирования, сокращение заказов и разрыв экономических связей привели к финансовым трудностям и потребовали реорганизации производства.
В 1995 году завод был приватизирован, сформировано акционерное общество. С 1997 года акции АО котировались на Рижской фондовой бирже, затем — на поглотившей рижскую биржу NASDAQ OMX.
В 2011 году «Рижская судоверфь» осуществила поставку буровой установки украинскому «Нафтогазу». Стоимость проекта составила 399,8 млн долларов США. В 2011—2013 компания спустила на воду 5 военных кораблей типа SWATH для Национальных вооружённых сил.
Всего с 1991 по 2013 год на «Рижской судоверфи» было построено 8 судов и 142 судовых корпуса.

## Судостроение

### Буксиры для Рижского свободного порта
7 марта 2006 года был подписан договор между Рижской судоверфью и Управлением Рижского свободного порта о строительстве двух буксиров универсального назначения, которые могут также использоваться для небольших ледокольных работ, пожаротушения, сбора разлитых нефтепродуктов и спасательных операций. Проект судна разработали специалисты Николаевского судостроительного завода (Украина), они же помогли организовать постройку буксиров и обеспечили авторский надзор.
Первый из буксиров — «Santa» — был передан Управлению порта в мае 2008 года. через два месяца, в июле 2008-го, порт получил второй — «Stella». Корабли оснащены силовой установкой Rolls-Royce, которая позволяет им двигаться вперед и назад почти с одинаковой скоростью и мощностью, совершать крутые развороты и сохранять устойчивое положение, стоя на месте. Таким образом, буксиры способны работать с судами класса «панамакс» длиной до 300 м, в том числе в зимнее время: обшивка и конструкция буксиров позволяет преодолевать лёд толщиной до 70 см.

### Быстроходные корабли SWATH
В июне 2008 года ВМС Латвии заказали серию из пяти кораблей типа SWATH, общей стоимостью 38 миллионов латов. Генподрядчиком в немецко-латвийский проекте выступила Рижская судоверфь, по данным телепередачи «Nekā Personīga», конкурс не проводился.
Первый корабль серии — «Skrunda» Р-05 — был принят на вооружение в мае 2011 года. Судно было построено в Германии на верфи Abeking & Rasmussen в рамках договора о сотрудничестве с Рижской судоверфью, которая в ходе работ перенимала у партнеров технологии нового поколения и обучала специалистов и рабочих, чтобы следующие суда строить уже в Риге. Владелец Рижской судоверфи Василий Мельник назвал большим достижением то, что удалось прийти к партнёрству с серьёзным германским производителем в строительстве таких кораблей. В то, чтобы освоить новую технологию, рижский завод вложил более полутора миллионов латов, создав 75 новых рабочих мест.
Прибытие нового корабля в Латвию отмечалось на самом высоком уровне. На церемонии в Риге присутствовали президент страны Валдис Затлерс, акт приёма-передачи со стороны правительства Латвии подписал министр обороны Артис Пабрикс. Флаг корабля освятил военный капеллан, напутствовав его «хранить мир и при необходимости вступать в бой».

### Плавучие рестораныфлотилии «Radisson»
В 2012—2013 годах Рижская судоверфь построила для сети гостиниц Radisson в Москве 5 плавучих ресторанов, каждый из которых рассчитан на 300 пассажиров и совершает круизы по Москва-реке. Конструкция судов обеспечивает круглогодичную навигацию, панорамные окна — обзор в любую погоду. Корабли также приспособлены для людей с ограниченными возможностями.

## Финансовые показатели
| Показатель                  | 2010  | 2011   | 2012   | 2013  | 2014  | 2015  |
| --------------------------- | ----- | ------ | ------ | ----- | ----- | ----- |
| Оборот, млн. евро           | 44,36 | 140,30 | 262,18 | 53,73 | 17,66 | 21,30 |
| Прибыль (убыток), млн. евро | 0,23  | 0,08   | 0,22   | -1,93 | -1,07 | -0,22 |
| Активы, млн. евро           | 88,28 | 203,66 | 110,87 | 61,25 | 46,86 | 44,89 |